# Narasingapuram
Narasingapuram là một thị trấn thống kê (census town) của quận Vellore thuộc bang Tamil Nadu, Ấn Độ.

## Nhân khẩu
Theo điều tra dân số năm 2001 của Ấn Độ, Narasingapuram có dân số 10.555 người. Phái nam chiếm 50% tổng số dân và phái nữ chiếm 50%. Narasingapuram có tỷ lệ 76% biết đọc biết viết, cao hơn tỷ lệ trung bình toàn quốc là 59,5%: tỷ lệ cho phái nam là 82%, và tỷ lệ cho phái nữ là 71%. Tại Narasingapuram, 9% dân số nhỏ hơn 6 tuổi.